# Anna Maiques
Anna Maiques Dern (* 3. September 1967 in Barcelona) ist eine ehemalige spanische Hockeyspielerin. Sie gewann 1992 die olympische Goldmedaille.

## Karriere
Anna Maiques belegte mit der Spanischen Nationalmannschaft den elften Platz bei der Weltmeisterschaft 1986.
Bei den Olympischen Spielen 1992 in Barcelona siegten die Spanierinnen in der Vorrunde zweimal und spielten gegen die Deutschen unentschieden, wobei Maiques im Spiel gegen die deutsche Mannschaft nicht dabei war. Im Halbfinale besiegten sie die Südkoreanerinnen nach Verlängerung. Im Finale gegen die Deutschen ging es ebenfalls in die Verlängerung. In der 83. Minute erzielte Elisabeth Maragall aus einer Spielsituation heraus den Siegtreffer zum 2:1. Anna Maiques war im Finale erst in der zweiten Halbzeit eingewechselt worden, wie im Halbfinale kam sie für Virginia Ramírez in die Mannschaft.
Auf Vereinsebene spielte Maiques für CD Terrassa und für den Júnior Futbol Club.